# 조세핀 랭퍼드
조세핀 랭퍼드(Josephine Langford, 1997년 8월 18일 ~ )는 오스트레일리아의 배우이다. 배우 캐서린 랭퍼드의 여동생이다.

## 출연 작품

### 영화
- 위시 어폰 (2017) - 달시 채프먼 역
- 애프터 (2019) - 테사 영 역
- 애프터: 그 후 (2020) - 테사 영 역
- 걸스 오브 막시 (2021) - 에마 역
- 애프터: 관계의 함정 (2021) - 테사 영 역
- 애프터: 에버 해피 (2022) - 테사 영 역
- 애프터 에브리씽 (2023) - 테사 영 역